# Війна (фільм, 2002)
«Війна» — художній фільм 2002 року. Дія фільму відбувається під час Другої чеченської війни.

## Зміст
Аслан Гугаєв, командир загону чеченських бойовиків, відпускає трьох бранців. Двох російських солдатів сержанта Івана Єрмакова та рядового Кулика – тому що вони не контрактники, а призовники. І англійця Джона Бойла – тому що він повинен зібрати два мільйони фунтів стерлінгів і привезти гроші Гугаєву як викуп за свою наречену Маргарет. Маргарет лишається в Аслана. Так само, як і капітан російської армії Медведєв. За відведені йому два місяці Джон не знаходить потрібну суму і не отримує підтримки у британської влади, та коли повертається до Росії, то знаходить Ваню Єрмакова, що живе в Тобольську. Джон і Ваня знову їдуть у Чечню. Щоб звільнити англійську дівчину Маргарет і російського капітана Медведєва.

## Ролі
| Актор                | Роль                      |
| -------------------- | ------------------------- |
| Олексій Чадов        | Іван Єрмаков              |
| Іен Келлі            | Джон Бойл                 |
| Інгеборга Дапкунайте | Маргарет (наречена Джона) |
| Евклід Кюрдзідіс     | Руслан Шамаєв             |
| Сергій Бодров-мол.   | капітан Медвідєв          |
| Георгій Гургулія     | Аслан Гугаєв              |
| Володимир Гостюхін   | батько Івана              |
| Ірина Соколова       | мати Івана                |
| Стас Стоцький        | Федя                      |
| Юрій Степанов        | Олександр Матросов        |
| Вікторія Смирнова    | Катя (дівчина Івана)      |
| Лев Еренбург         | підприємець-заручник      |
| Олексій Алексєєв     | солдат                    |
| Віктор Смирнов       | генерал штабу             |
| Сергій Шемаркін      | перекладач                |
| Ірина Малиновська    | Зіна                      |
| Казбек Багаєв        | епізод                    |
| Михайло Тарабукін    | епізод                    |

## Знімальна група
| Режисер   | Олексій Балабанов |
| Сценарист | Олексій Балабанов |
| Оператор  | Сергій Астахов    |
| Художник  | Павло Пархоменко  |
| Продюсер  | Сергій Сельянов   |

## Саундтрек
| Пісня                            | Виконавець         |
| -------------------------------- | ------------------ |
| Моя звезда                       | В'ячеслав Бутусов  |
| Волки,Ещё не вечер,Феллини,Сокол | Би-2               |
| Пластмассовая жизнь,Феллини,SOS  | Сплин              |
| Вулиця                           | Океан Ельзи        |
| Лютая                            | Волга-Волга        |
| Чёрный ворон                     | Ливан ПЭХ          |
| Холостые пули                    | Партизанське радіо |
| Командор                         | Томас              |
| Иерусалим,Шамиль ведет отряд     | Тимур Муцураєв     |

## Місця зйомок
Фільм знімався в Кабардіно-Балкарії, Північній Осетії, Чечні, Москві, Санкт-Петербурзі, Тобольську і Лондоні.

## Цікаві факти
- Це перша роль у кіно Олексія Чадова.

## Нагороди та номінації
- 2003, квітень — Премія «Ніка» в номінації «Найкраща чоловіча роль другого плану» (Сергій Бодров, посмертно)
- 2003, лютий - Премія «Золотий Орел» в номінації «Найкраща робота звукорежисера» (Максим Біловолов)
- 2002, грудень - Премія «Золотий Овен» Національної гільдії кінокритики і кінопреси в номінації «Найкраща операторська робота» (Сергій Астахов)
- 2002, жовтень - Монреальський Міжнародний кінофестиваль, Канада - Приз в номінації «Найкращий актор» (Олексій Чадов)
- 2002, серпень - Х Кінофестиваль «Вікно в Європу»  Виборзі - 3 місце в номінації «Виборзький рахунок»
- 2002, серпень - Кінофестиваль в Ялті - Головний приз
- 2002, червень - XIII Відкритий Російський кінофестиваль «Кінотавр» в Сочі - участь у конкурсній програмі; Головний приз «Золота Роза»